# Плахотников, Алексей Михайлович
Алексей Михайлович Плахотников (род. 12 сентября 1958, Семипалатинск) — российский политический деятель, депутат Государственной думы пятого созыва (2007—2011).

## Биография
Окончил в 1979 г. Тамбовский государственный институт культуры.
В марте 2007 года Алексей Михайлович избран Депутатом Тамбовской областной Думы от Инжавинского и Мучкапского районов.

### Депутат госдумы
В декабре 2007 года избран депутатом Государственной Думы РФ по региональному партийному списку ВПП «Единая Россия». Член комитета Госдумы по собственности.

### Мэр
Алексей Михайлович — мэр города Котовска Тамбовской области.